# افسانه‌های خزان
افسانه‌های خزان (به انگلیسی: Legends of the Fall) فیلمی در سبک درام حماسی محصول ۱۹۹۴ آمریکا به کارگردانی ادوارد زوئیک و با بازی برد پیت، آنتونی هاپکینز، آیدان کویین، جولیا اورموند، گوردون توتوسیس و هنری توماس است و بر اساس رمان کوتاهی به همین نام نوشته سال ۱۹۷۹ جیم هریسون ساخته شده است. فیلم در مورد سه برادر و پدرشان است که در بیابان دوردست و در اوایل دهه ۱۹۰۰ میلادی زندگی می‌کنند و نشان می‌دهد چگونه زندگی آنها، تحت تأثیر طبیعت، تاریخ، جنگ و عشق قرار می‌گیرد.

## داستان
فیلم با روایت «وان استب» (One Stab)، دوست کری خانوادهٔ لادلو، آغاز می‌شود که داستان خانواده را برای یک خبرنگار روزنامه تعریف می‌کند.
سرهنگ ویلیام لادلو، که از خیانت‌های دولت ایالات متحده به بومیان آمریکا بیزار شده، از ارتش استعفا می‌دهد و به منطقه‌ای دورافتاده در ایالت مونتانا نقل مکان می‌کند. او به همراه وان استب، مزرعه‌ای می‌سازد و خانواده‌اش را در آنجا بزرگ می‌کند. همراه آن‌ها، کارگری به نام دِکر که پیش‌تر یک قانون‌شکن بوده، با همسر کری‌اش پت و دخترشان ایزابل تو زندگی می‌کنند. ویلیام سه پسر دارد: آلفرد (فرزند ارشد)، تریستان (فرزند میانی) و ساموئل (فرزند کوچک‌تر).
ایزابل، همسر ویلیام، نتوانسته با زمستان‌های سخت مونتانا کنار بیاید و به ساحل شرقی کشور می‌رود؛ تریستان نیز سوگند می‌خورد دیگر هرگز دربارهٔ او حرفی نزند. تریستان در ۱۲سالگی خرسی گریزلی را که خوابیده لمس می‌کند؛ خرس بیدار شده و او را زخمی می‌کند، اما تریستان چنگالی از آن را جدا می‌سازد.
در سال ۱۹۱۴، ساموئل از دانشگاه هاروارد بازمی‌گردد و نامزدش سوزانا را نیز همراه می‌آورد. پیش از آن‌که ازدواج کنند، ساموئل اعلام می‌کند که قصد دارد به نیروی اعزامی کانادا بپیوندد و به بریتانیا در جنگ با آلمان در جنگ جهانی اول کمک کند. برخلاف میل پدرشان، آلفرد نیز به او می‌پیوندد. تریستان نیز پس از دادن قول به سوزانا برای مراقبت از ساموئل، با اکراه همراه می‌شود.
سه برادر در گردان دهم نیروهای کانادایی مشغول به خدمت می‌شوند. آلفرد که به‌عنوان افسر منصوب شده، فرمان حمله به منطقه بی‌طرف (بین دو سنگر) را صادر می‌کند. حمله با تلفات سنگین همراه می‌شود و خودش نیز زخمی می‌شود. تریستان هنگام عیادت از او در بیمارستان صحرایی می‌فهمد که ساموئل داوطلب یک مأموریت شناسایی خطرناک شده است. او شتابان برای نجات برادرش می‌شتابد، اما دیر می‌رسد. تریستان، ساموئل را در آغوش می‌گیرد تا جان می‌سپارد، سپس قلبش را بیرون آورده و برای دفن در مزرعه، به خانه می‌فرستد.
تریستان در پی سوگ، به‌تنهایی به خطوط آلمان‌ها حمله‌ور می‌شود و با پوست‌سرهایی از سربازان آلمانی بازمی‌گردد که از گردنش آویزان کرده؛ کاری که همرزمانش را وحشت‌زده می‌کند. او از خدمت مرخص می‌شود، اما به خانه بازنمی‌گردد. آلفرد به مونتانا بازمی‌گردد و به سوزانا پیشنهاد ازدواج می‌دهد، اما او نمی‌پذیرد.
تریستان به خانه برمی‌گردد و سوزانا او را در حالی می‌یابد که در کنار مزار ساموئل می‌گرید. او تریستان را دلداری می‌دهد و رابطه‌ای عاشقانه بین‌شان شکل می‌گیرد. آلفرد که حسادت می‌ورزد، تریستان را روبه‌رو می‌کند و سپس برای ساختن آینده‌ای جدید به شهر هلنا می‌رود. تریستان که دچار احساس گناه نسبت به مرگ ساموئل شده و خود را مسبب دوری آلفرد می‌داند، مونتانا را ترک می‌کند و سال‌ها در جهان سفر می‌کند.
سوزانا سوگند می‌خورد که منتظر تریستان بماند، اما سرانجام نامه‌ای از او دریافت می‌کند که در آن نوشته از او می‌خواهد با فرد دیگری ازدواج کند. آلفرد در این دوران از او دلجویی می‌کند و هنگامی که ویلیام آن‌ها را با هم می‌بیند، رابطه‌اش با پسرش آلفرد تیره می‌شود. ویلیام پس از آن دچار سکته می‌شود و سال‌ها قادر به سخن گفتن نیست و مزرعه نیز رو به زوال می‌گذارد. سوزانا با آلفرد، که اکنون نمایندهٔ کنگره شده، ازدواج می‌کند. آلفرد از طریق کسب‌وکار و سیاست، با برادران اوبانیون، قاچاقچیان مشروبات الکلی و تبهکاران ایرلندی، درگیر می‌شود.
تریستان در دههٔ ۱۹۲۰، هم‌زمان با دوران ممنوعیت الکل، بازمی‌گردد و جان تازه‌ای به مزرعه و پدرش می‌دهد. او عاشق ایزابل تو می‌شود، با او ازدواج می‌کند و صاحب دو فرزند می‌شوند. تریستان به قاچاق محدود مشروبات الکلی روی می‌آورد و این او را در تقابل با برادران اوبانیون قرار می‌دهد. ایزابل تو به‌طور تصادفی به‌دست یک افسر فاسد پلیس که با گانگسترها همکاری می‌کند کشته می‌شود. تریستان از خشم، آن افسر را تا سر حد مرگ کتک می‌زند و زندانی می‌شود.
سوزانا به ملاقاتش می‌آید، هنوز به او دل بسته است، اما تریستان خواسته‌اش را نمی‌پذیرد. پس از آزادی، تریستان و دِکر به سراغ عاملان قتل ایزابل می‌روند و آن‌ها را، از جمله یکی از برادران اوبانیون، می‌کشند.
سوزانا که نمی‌تواند بدون تریستان زندگی کند، خودکشی می‌کند. برادر باقی‌ماندهٔ اوبانیون به‌همراه کلانتر فاسد و یک افسر دیگر برای انتقام به‌سراغ تریستان می‌آیند. در مزرعه، ویلیام برادر اوبانیون و افسر پلیس را می‌کشد و آلفرد کلانتر را به ضرب گلوله می‌کشد، در حالی که تریستان از پدرش محافظت می‌کرد. آلفرد با پدر و برادرش آشتی می‌کند.
خانواده درمی‌یابند که تریستان بابت این قتل‌ها تحت تعقیب قرار خواهد گرفت، بنابراین او از آلفرد می‌خواهد از فرزندانش مراقبت کند. سپس اجساد را دفن می‌کنند و ماشین را در رودخانهٔ میسوری غرق می‌کنند. تریستان از همهٔ اعضای خانواده‌اش عمر درازتری دارد و نظاره‌گر رشد فرزندان و نوه‌هایش می‌شود.
در سال ۱۹۶۳، تریستان که پیرمردی در شمال کشور شده، لاشهٔ یک حیوان را بررسی می‌کند و با یک خرس گریزلی روبه‌رو می‌شود. او چاقویش را بیرون می‌کشد، با خرس می‌جنگد و در آن نبرد جان می‌سپارد.
وان استب روایتش را با این جمله پایان می‌دهد: «این یک مرگ خوب بود».

## بازیگران
- برد پیت در نقش تریستان لودلو

- کیگان مک‌اینتاش در نقش تریستان لودلو جوان

- اریک جانسون در نقش تریستان لودلو نوجوان

- داگ سوس در نقش تریستان لودلو پیر

- آنتونی هاپکینز در نقش سرهنگ ویلیام لودلو

- آیدان کوئین در نقش آلفرد لودلو

- جولیا اورموند در نقش سوزانا فینکانون-لادلو

- هنری توماس در نقش ساموئل لودلو

- کارینا لومبارد در نقش ایزابل «ایزابل دو» دکر-لادلو

- سکوان اوگر در نقش ایزابل دو دکر جوان

- گوردون توتوسیس در نقش یک چاقو

- کریستینا پیکلز در نقش ایزابل لودلو

- پل دزموند در نقش تام کالن / راسکو دکر

- تانتو کاردینال در نقش پت دکر

- رابرت ویسدن در نقش جان تی. اوبانیون

- جان نواک در نقش جیمز اوبانیون

- کنت ولش در نقش کلانتر تاینرت

- بارت خرس در نقش خرس

## تولید
فیلمبرداری
فیلم «افسانه‌های خزان» عمدتاً در آلبرتا و بریتیش کلمبیا، کانادا فیلمبرداری شد. فیلمبرداری اصلی در اواسط ژوئیه ۱۹۹۳ آغاز شد.صحنه‌های میدان جنگ جهانی اول دو هفته طول کشید تا فیلمبرداری شوند و در نزدیکی مورلی، آلبرتا، با صدها نفر از مردم محلی و چند سرباز نیروهای کانادایی به عنوان سیاهی لشکر استخدام شدند.منطقه‌ی بکر رودخانه‌ی گوست در آلبرتا به عنوان محل فیلمبرداری مزرعه‌ی لودلو انتخاب شد؛ صحنه‌های فضای باز اضافی، و همچنین صحنه‌های تشییع جنازه و گورستان، در رودخانه‌ی بو در نزدیکی پارک ملی بنف فیلمبرداری شدند. یک منطقه‌ی بندری تاریخی در ونکوور به نام گستاون با نمای ساختمان‌های قدیمی برای صحنه‌های خیابان هلنا، مونتانا، تکمیل شد. صحنه‌های هتل در هتل اروپا در خیابان پاول ۴۳ در ونکوور فیلمبرداری شد. صحنه‌های اضافی در میدان مپل تری در گستاون، ونکوور و اوچو ریوس در سنت آن، جامائیکا فیلمبرداری شدند. فیلمبرداری حدود ژانویه ۱۹۹۴ به پایان رسید.
در سال ۲۰۲۴، زوئیک خاطرات خود را با عنوان «برنده‌ها، ناموفق‌ها و دیگر توهمات: چهل و چند سالگی من در هالیوود» منتشر کرد که در آن درباره تجربیات دشوار همکاری با برد پیت صحبت کرده بود، کسی که او را فردی دمدمی مزاج توصیف کرد. زوئیک ادعا کرد که آنها بر سر دیدگاه‌هایشان برای فیلم اختلاف نظر داشتند و پیت از نسخه نهایی فیلم ناراحت بود.

## بازخورد
گیشه
این فیلم در ۲۳ دسامبر ۱۹۹۴ به صورت محدود اکران شد و در ۱۳ ژانویه ۱۹۹۵ به صورت گسترده اکران شد. در اولین آخر هفته اکران گسترده خود، که به دلیل روز مارتین لوتر کینگ جونیور، یک آخر هفته چهار روزه بود، این فیلم با فروش ۱۴ میلیون دلار به رتبه اول گیشه داخلی رسید.پس از نمایش اولیه، این فیلم در گیشه به مجموع فروش ۱۶۰,۶۳۸,۸۸۳ دلار دست یافت.این فیلم با وجود بودجه‌ی ۳۰ میلیون دلاری‌اش، از نظر مالی موفقیت چشمگیری کسب کرد.
پاسخ انتقادی
وب‌سایت جمع‌آوری نقد و بررسی راتن تومیتوز گزارش می‌دهد که ۶۱٪ از ۶۱ منتقد فیلم، نقد مثبتی به این فیلم داده‌اند و میانگین امتیاز آنها ۶/۱۰ است. نظر موافق این سایت این است: «فیلمبرداری هنرمندانه و فضای حماسی «افسانه‌های خزان» با بازی برد پیت که شایسته‌ی تحسین است، اغلب کمبود روایت و پیچش‌های ملودراماتیک آن را جبران می‌کند.»متاکریتیک که به نقدهای منتقدان جریان اصلی، امتیاز میانگین وزنی از ۱۰۰ می‌دهد، بر اساس ۲۳ نقد، امتیاز ۴۵ را به فیلم می‌دهد که نشان‌دهنده‌ی نقدهای «مختلط یا متوسط» است.
راجر ایبرت از شیکاگو سان-تایمز این فیلم را «بسیار خوب... با بازی‌های تمام‌عیار و ملودرامی صمیمانه» توصیف کرد.پیتر ترورز از رولینگ استون به طور ویژه از بازی پیت تمجید کرد و گفت: «اگرچه کوئینِ تحسین‌برانگیز سخت‌ترین نقش را دارد، اما پیت بار اصلی را به دوش می‌کشد. پسر چشم‌آبی که در فیلم «مصاحبه با خون‌آشام» کمی گم‌شده به نظر می‌رسید، خود را به عنوان یک ستاره سینما ثابت می‌کند و در هر صحنه‌ای که حضور دارد، توجه‌ها را به خود جلب می‌کند.»در مقام مقایسه، کریس هیکس از دزرت نیوز خاطرنشان کرد: «پیت ستاره‌ی این دوران است و «افسانه‌های خزان» جایگاه او را به عنوان مرد اول رمانتیک سینما بیش از پیش تثبیت خواهد کرد. و او در نقش تریستانِ درونی و سرکش (منتظر باشید که این نام در چند سال آینده به بیش از چند نوزاد داده شود) رضایت‌بخش است. حتی اگر این شخصیت تنها یک تغییر جزئی در نقش مشابهی باشد که او در «رودخانه‌ای از میان آن می‌گذرد» ایفا کرد. (او حتی به یک قاچاقچی مشروبات الکلی تبدیل می‌شود!)»بسیاری از منتقدان، طرح داستانی برادران لودلو را با فیلم‌هایی مانند «شرق بهشت» و «غول» مقایسه کردند.
از سوی دیگر، ریتا کمپلی از واشنگتن پست اظهار داشت که «رشته داستان فیلم با تمام حماقت فراگیرش، آنقدرها هم گسترده نیست که همه جا را فرا بگیرد».در حالی که برخی از منتقدان اجراها و فیلمبرداری فیلم را ستودند، اما احساس کردند که طرح داستان بیش از حد توانش بار اضافی به دوش می‌کشد و شاید برای یک مینی‌سریال مناسب‌تر باشد.جان هارتل از سیاتل تایمز نوشت: «بازیگران به طرز فوق‌العاده‌ای در نقش‌های خود جا می‌افتند، اما زوئیک به ندرت به آنها اجازه می‌دهد لحظات حساس و صمیمی را که نشان می‌دهد شخصیت‌ها نسبت به یکدیگر چه احساسی دارند، خلق کنند. گاهی اوقات داستان گیرا می‌شود و نشان می‌دهد که اگر بازیگران به جای نقش‌های کلیشه‌ای، نقش انسان‌ها را بازی می‌کردند، چه اتفاقی می‌افتاد.»فیلمنامه فیلم و گرایش آن به ملودرام نیز مورد انتقاد قرار گرفت و برخی گفتند که داستان به اوج سریال‌های آبکی می‌رسد و شخصیت‌هایش به خوبی پرورش نمی‌یابند.ورایتی نوشت: «هر چقدر هم که «افسانه‌های خزان» طرح داستانی فشرده‌ای داشته باشد، به لطف بازیگران و سازندگان فیلم است که فیلم از ورطه ملودرام و احساسات‌گرایی رهایی می‌یابد. زوئیک داستان را با کیفیتی شاعرانه و آسان در هم می‌آمیزد که عمدتاً از ارزش‌های والای آن طفره می‌رود. بازیگران، که به عنوان یک گروه واحد کار می‌کنند، تقریباً در خدمت محتوای داستان بی‌نقص هستند.»در مقابل، ترنس رافرتی از نیویورکر این فیلم را به عنوان یک «حماسه پدر و پسری» توصیف کرد که «هرچه جلوتر می‌رود، احمقانه‌تر می‌شود».
جانت ماسلین از نیویورک تایمز اظهار داشت: «قبل از اینکه به طرز طاقت‌فرسایی پوچ و توخالی شود، این فیلم پتانسیل زنده کردن داستان سخت و غم‌انگیز آقای هریسون را نشان می‌دهد. و بازیگران ممکن است روح داستان را به تصویر کشیده باشند، اما دانستن این موضوع غیرممکن است.»او در پایان گفت: «این‌ها اجراهایی هستند که در اتاق تدوین خیلی از جذابیتشان کاسته شده، موسیقی آن‌ها را خفه کرده و تصویری کارت‌پستالی از غرب آمریکا بر آن‌ها سایه انداخته است.»استیون هانتر در روزنامه بالتیمور سان نوشت: «آنچه «افسانه‌های خزان» کم دارد، هرگونه روحیه سخت‌گیری است. این فیلم قدیمی‌ترین یاوه‌گویی را باور می‌کند - در واقع، آن را می‌فروشد -: این ایده که خشونت مردان معمولی زیبا و درست است. این فیلم خشم مردانه را ارج می‌نهد... شیفت قرمز مردانی را که از شدت انتقام دیوانه شده‌اند، می‌پرستد. این فیلم تیراندازی را رمانتیک جلوه می‌دهد. این فیلم بزرگی است که در درون آنقدر کوچک است که انگار وجود ندارد.»